# Roron Corrob
Roron Corrob es un Personaje de Star Wars.
Este caballero Jedi de la especie de los Ithorianos luchó junto con Shaak-Ti y Foul Moudama para defender al Canciller Supremo Palpatine del General Grievous. Finalmente es asesinado por Grievous en un búnker de seguridad donde se suponía que iban a estar seguros él y Palpatine.
Para cuando Shaak-Ti llega a la escena ya es muy tarde: consigue al par de maestros Jedi muertos y a Palpatine en las garras del General Grievous.
- Datos: Q6112113